# Логічі
Ло́гічі (рос. Логичи) — присілок у складі Орічівського району Кіровської області, Росія. Входить до складу Шалеговського сільського поселення.
Населення становить 6 осіб (2010, 6 у 2002).
Національний склад станом на 2002 рік — росіяни 100 %.